# Mohamed Haioun
Mohamed Haioun est un boxeur algérien né le 27 mars 1969.

## Carrière
Mohamed Haioun remporte la médaille d'or dans la catégorie des poids mi-mouches aux Jeux méditerranéens d'Athènes en 1991, battant en finale le Marocain Mohamed Zbir.
Il est ensuite médaillé de bronze dans cette même catégorie aux Jeux africains du Caire en 1991, s'inclinant en demi-finale contre le Malgache Anicet Rasoanaivo.
Il a participé à l'épreuve masculine des poids mi-mouches aux Jeux olympiques d'été de 1992 et a été battu au premier tour par le Roumain Valentin Barbu (en) 9 points à 2.
Il remporte la médaille de bronze dans la catégorie des poids mi-mouches aux Jeux méditerranéens de Narbonne en 1993 ainsi qu'aux championnats d'Afrique de Johannesbourg en 1994.